# Нойштрелиц (футбольный клуб)
«Нойштрелиц» (нем. TSG Neustrelitz) — немецкий футбольный клуб из города Нойштрелиц. Клуб был основан в 1949 году. Команда выступает в немецкой Региональной лиге Северо-Восток.

## Достижения
- Чемпион Региональлиги Норд-Ост IV: 2014
- Чемпион Фербандслиги Мекленбург-Передняя Померания V: 1997, 2002
- Чемпион Ландеслиги Мекленбург-Передняя Померания VI: 1996
- Чемпион Бециркслиги Нойбранденбург VII: 1991
- Победитель Кубка Мекленбурга-Передней Померании: 2007, 2008, 2013
- Финалист Кубка Мекленбурга-Передней Померании: 2015, 2024

## Стадион
Основной стадион команды — 7-тысячный Паркштадион. Команда дублёров выступает на стадионе имени Рудольфа Харбига.